# WrestleMania XII
WrestleMania XII var den 12. udgave af pay-per-view-showet WrestleMania produceret af World Wrestling Federation. Det fandt sted 31. marts 1996 fra Arrowhead Pond i Anaheim, Californien, hvor der var 18.853 tilskuere. 
Showets main event var en VM-titelkamp mellem den regerende verdensmester Bret Hart og Shawn Michaels. WWF's præsident, Roddy Piper, havde annonceret, at de skulle kæmpe i WWF's første Iron Man Match, som er en kamp, der varer 60 minutter. Vinderen er den wrestler, som får flest decisions. Bret Hart havde forsvaret VM-titlen mod Diesel ved Royal Rumble i januar 1996 – det samme show, hvor Shawn Michaels havde vundet retten til en VM-titelkamp. World Wrestling Entertainments wrestlere og fans stemte showets Iron Man Match ind som den bedste kamp i WrestleManias historie i et tv-program i 2004 med Ric Flair som vært – tv-programmet hyldede de ti bedste kampe ved WrestleMania.

## Resultater
- WWF World Tag Team Championship: Bodydonnas (Skip og Zip) (med Sunny) besejrede Godwinns (Henry og Phineas) (med Hillbilly Jim)
- Camp Cornette (Vader, Owen Hart og British Bulldog) (med Jim Cornette) besejrede Yokozuna, Jake Roberts og Ahmed Johnson (med Mr. Fuji)
- Steve Austin (med Ted DiBiase) besejrede Savio Vega
- Ultimate Warrior besejrede Hunter Hearst Helmsley (med Sable)
  - Dette var Ultimate Warriors comebackkamp, og hans første ved WrestleMania siden WrestleMania VII i 1991.
  - Dette var Triple H's første optræden ved WrestleMania.
- The Undertaker (med Paul Bearer) besejrede Diesel
- Roddy Piper besejrede Goldust (med Marlena)
- WWF Championship: Shawn Michaels (med Jose Lothario) besejrede Bret Hart i en	Iron Man Match
  - Dette var en 60-minutter lang Iron Man Match om WWF's VM-titel.
  - Da de 60 minutter var gået, havde der ikke været en eneste decision – stillingen var 0-0.
  - Gorilla Monsoon erklærede kort efter, at der skulle findes en vinder og beordrede, at kampen skulle fortsætte under Sudden death-regler.
  - Efter knap 62 minutter fik Shawn Michaels sejren og vandt sin første VM-titel nogensinde.

| Sport | Spire Denne artikel om sport er en spire som bør udbygges. Du er velkommen til at hjælpe Wikipedia ved at udvide den. |